# Alojzy Landes
Alojzy Landes (Alois), ur. 11 lutego 1767 w Augsburgu (Bawaria), zm. 25 stycznia 1844 w Rzymie – polski duchowny katolicki, jezuita, autor prac filozoficznych.

## Życiorys
Regens konwiktu w Mścisławiu w latach 1791-1794 oraz 1799-1800; w Witebsku (1794-1795 i 1798-1799), prefekt szkół w Dyneburgu 1795-797, profesor filozofii i matematyki w Połocku 1801-1803, superior misji saratowskich 1803-1809, prowincjał 1809-1814, rektor Akademii Połockiej 1814-1817 oraz instruktor III probacji w Witebsku 1817-20. Po wypędzeniu jezuitów z Rosji w 1820 wyjechał do Wiednia, gdzie prowadził pertraktacje z cesarzem  w celu uzyskania zgody na osiedlenie się jezuitów w monarchii austriackiej. Mistrz nowicjatu w latach 1822-1828 i rektor 1823-1828 w Starej Wsi, następnie w Tarnopolu 1828-1829. W 1820 L. uczestniczył w XX Kongregacji Generalnej i wyborze generała zakonu jezuitów, Alojzego Fortisa, a w 1829 w XXI Kongregacji Generalnej w Rzymie, podczas której wybrano go asystentem asystencji niemieckiej, a potem mianowano rektorem Collegium Germanicum.